# Hypocacculus harmonicus
Hypocacculus harmonicus är en skalbaggsart som först beskrevs av Sylvain Auguste de Marseul 1869.  Hypocacculus harmonicus ingår i släktet Hypocacculus och familjen stumpbaggar. Inga underarter finns listade i Catalogue of Life.